# Guadana manauara
Espèce
Guadana manauara est une espèce d'araignées aranéomorphes de la famille des Sparassidae.

## Distribution
Cette espèce est endémique du Brésil. Elle se rencontre en Amazonas et en Acre.

## Description
Le mâle holotype mesure 7,1 mm et la femelle paratype 6,8 mm, les mâles mesurent de 6,3 à 7,1 mm et les femelles de 6,8 à 8,1 mm.

## Étymologie
Son nom d'espèce lui a été donné en référence au lieu de sa découverte, Manaus.

## Publication originale
- Rheims, 2010 : A new genus of huntsman spiders from the Neotropical region (Araneae: Sparassidae: Heteropodinae). Zootaxa, no 2650, p. 33-46.